# 다니가와 가즈오

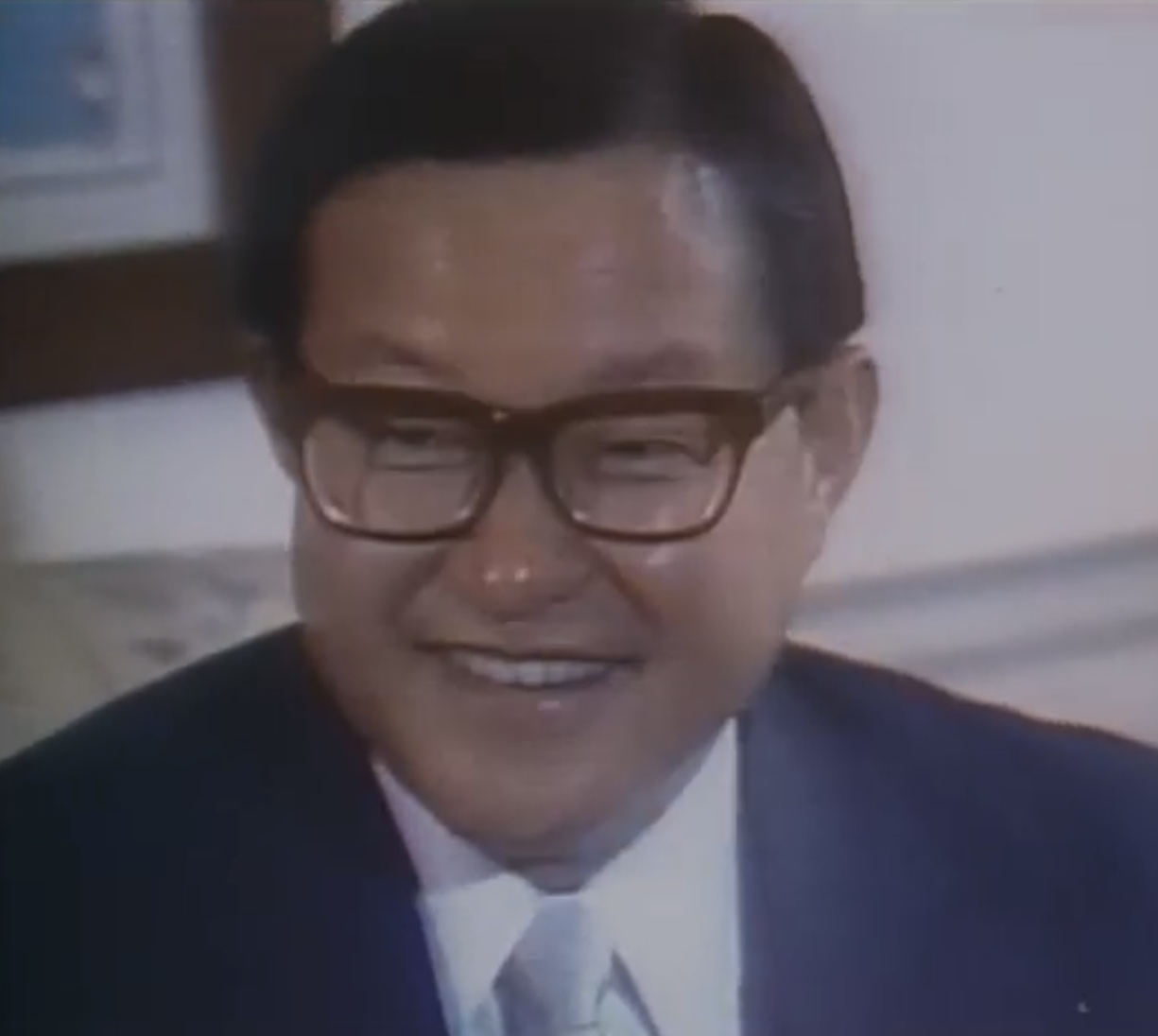

타니가와 카즈오(谷川和穂, 1930년 7월 21일 - 2018년 6월 8일)는 일본의 정치인이다. 중의원 의원(12기), 일본의 법무대신(제49대), 방위청 장관 (제41대) 등을 역임했다.
그의 아버지는 중의원 의원을 역임하고 야구단 히로시마 도요 카프의 설립에 힘을 쓴 타니 노보루이다.

## 생애
히로시마 현 가모 군 니시시와 마을 (현 히가시 히로시마시)에서 태어나, 게이오 대학 법학부 졸업하였다.
1958년, 뇌출혈에 의해 급사한 아버지 타니 노보루의 지역구를 이어 받아 제28회 중의원 의원 총선거에 구 히로시마 현 제2구에서 무소속으로 출마하여 당시 27세로 전국 최연소로 당선되었다. (당선 동기 가네마루 신 · 아베 신타로 · 구라 나리 다다시 · 사이토 쿠니요시). 당선 후 자유 민주당에 입당하지만, 1960년 제29회 중의원 의원 총선거에서 차점자로 낙선하였다.
1963년 제30회 중의원 의원 총선거에서는 이케다 하야토에 이어 득표수 2위로 복귀에 성공했다. 1966년, 문부 정무 차관 에 취임하였다. 같은 해 10월 프랑스 · 파리에서 개최된 제14회 유네스코 총회 일본 정부 대표를 맡았다. 1976년 제34회 중의원 의원 총선거에서 두 번째 패배를 당했지만, 1979년 제35회 중의원 의원 총선거에서는 일전해 최다득표로 당선되었다.
1982년, 제1차 나카소네 내각에서 방위청 장관에 임명되어 처음으로 입각했다. 1989년, 우노 내각에서 법무 장관에 임명되어 두 번째로 입각을 했지만, 우노 소스케 총리의 여성 스캔들이 발각되어 자민당은 제15회 참의원 의원 통상 선거에서 참패하여 우노 내각은 불과 69일 만에 퇴진에 몰려 법무 장관을 퇴임했다.
2003년 정계에서 은퇴했다.
은퇴 후에는 다카 무라 파 고문 전국 보호사 연맹 회장, 사단 법인 일본 교통 계획 협회 회장, 이니셔티브 스 오브 체인지 고문 등을 지냈다.
2018년 6월 8일 1시 27분 심장 마비로 위한 야마나시 현 호쿠토시의 병원에서 사망하였다 .